# Forces armées roumaines
Les forces armées roumaines (en roumain : Forţele armate române) se composent de trois branches : les Forces terrestres (en roumain : Forțele Terestre), les Forces navales (en roumain : Forțele Navale) et les Forces aériennes (en roumain : Forțele Aeriene).
Comme ailleurs, la gendarmerie (en roumain : Jandarmeria Română) est rattachée aux forces terrestres. Les garde-frontières, également militaires, ont eux aussi des brigades terrestres, navales et aériennes.

## Historique

### Avant 1914
L’histoire des forces armées roumaines est celle des États qu’elles ont eu à défendre (voir histoire de la Roumanie) : Valachie, Dobrogée, Moldavie, Royaume de Roumanie, Roumanie communiste, Roumanie actuelle et Moldavie actuelle.
Ces forces ont eu à combattre, pendant toute la période ancienne, contre les Ottomans et les Tatars : leurs actions ont permis de sauvegarder l’autonomie des Principautés roumaines, qui, contrairement à ce que montrent par erreur beaucoup d’atlas historiques occidentaux, n’ont jamais été des provinces turques, mais des États pourvus de leurs propres institutions, lois, princes et forces armées, seulement tributaires de l’Empire ottoman. Ces anciennes forces militaires étaient traditionnellement organisées en arcaşi (archers), călărași (cavalerie régulière), dorobanți (infanterie régulière), panduri (pandoures, franc-tireurs irréguliers), pușcași (mousquetaires réguliers), roșiori (chevau-légers) et tunari (artillerie régulière) ; on y trouvait aussi des auxiliaires irréguliers, les arnaoutes (mercenaires) et les răzeși (engagés volontaires). À partir du XVIIIe siècle, ces forces ont été engagées dans les guerres russo-turques, tantôt d’un côté, tantôt de l’autre, mais c’est lors de la dixième, celle de 1877-1878, que leur action terrestre et maritime a abouti à la reconnaissance, par la communauté internationale, de l’indépendance de la Roumanie.

### Première Guerre mondiale

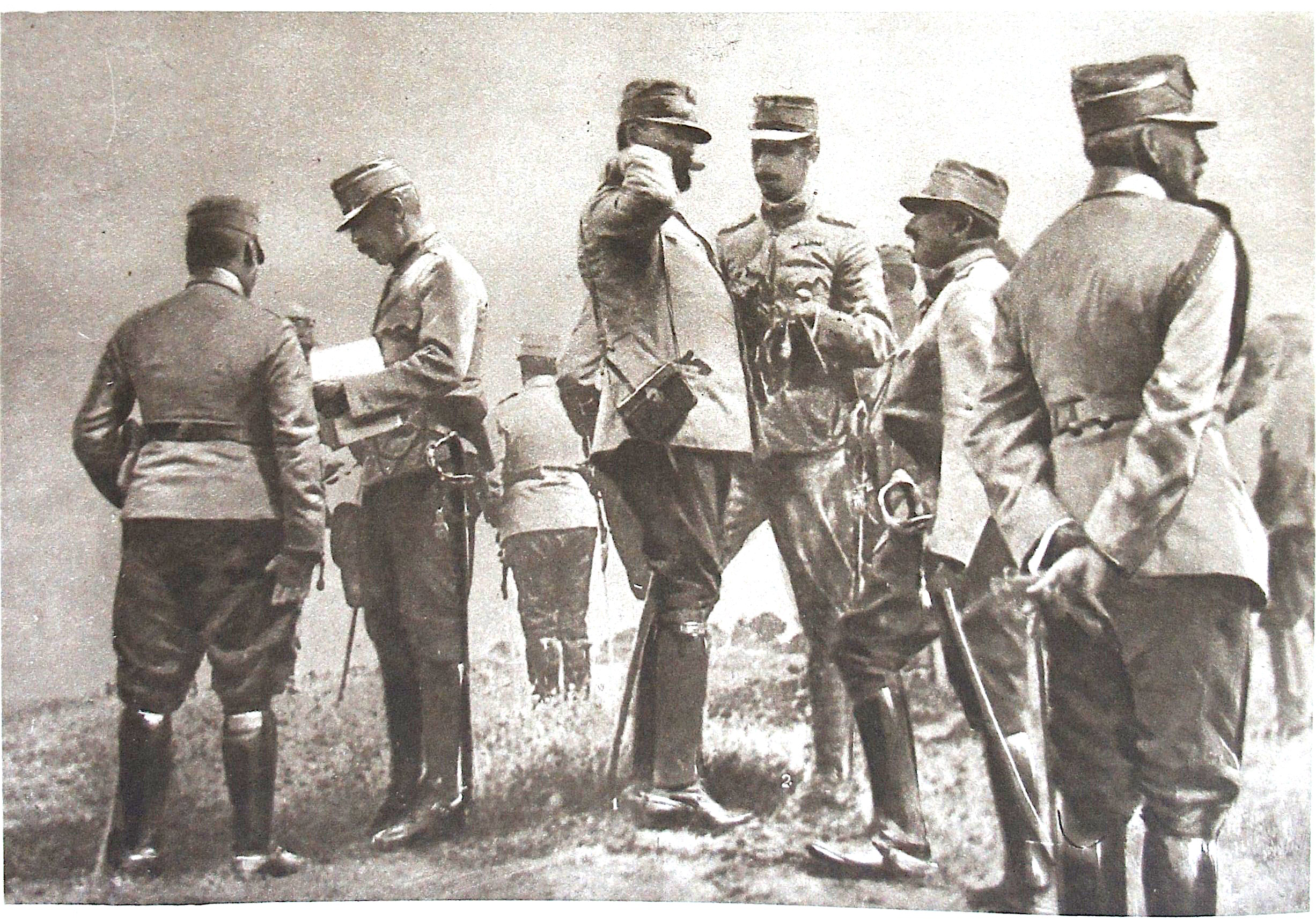
Le roi Ferdinand, son fils Carol II et l'état-major roumain en 1916.

Pendant la Première Guerre mondiale, les forces armées roumaines, engagées aux côtés de l’Entente, sont vaincues à l’été 1916 par les Empires centraux et le pays est en grande partie occupé par les armées allemandes et austro-hongroises commandées par Erich von Falkenhayn, mais les Roumains se ressaisissent avec le soutien de la mission française conduite par Henri Berthelot et résistent à Focșani (le « Verdun roumain ») puis, sur la demande de celle-ci, ils interviennent pour défendre la République démocratique moldave contre les bolcheviks. Enfin, en octobre 1918, ils reprennent l’offensive contre les Empires centraux. Puis, en avril-août 1919 et toujours avec le soutien de la mission Berthelot, ils repoussent la tentative bolchevique hongroise de reprendre la Transylvanie. Tout cela permet à la Roumanie de réaliser son unité en décembre 1918. Les pertes militaires roumaines durant la Première guerre mondiale s’élèvent à 160 000 hommes soit 2,8 % de sa population de l'époque, un taux comparable à celui de la France.

### Seconde Guerre mondiale
Pendant la Seconde Guerre mondiale, la Roumanie est d’abord neutre, mais, gouvernée par le roi pro-allié, Carol II, aide la Pologne à faire passer ses troupes en Égypte, territoire britannique, et ce sont justement les forces armées, le réseau ferré et la flotte qui sont mis à contribution pour ce transit (la flotte transporte les forces polonaises jusqu’à Alexandrie). Considérée en conséquence comme hostile à l’Axe, la Roumanie est dépecée par l’Allemagne nazie et ses alliés : l’URSS (qui annexe la Bessarabie, la Bucovine du nord et le territoire de Hertza en juin 1940, aussitôt après l’effondrement de la France (garante des frontières roumaines le 13 mai 1939), la Hongrie et la Bulgarie (qui annexent respectivement la Transylvanie du nord et la Dobroudja du sud en août 1940). Les forces armées roumaines sont alors désorganisées : elles doivent évacuer en urgence ces territoires et y abandonner une grande partie de leur matériel. Le moral des officiers et des troupes s’en ressent, on note même des suicides parmi les officiers.
Lorsque l’Allemagne nazie attaque l’URSS, le maréchal Antonescu, qui a fait abdiquer et chasser du pays le roi Carol II, fait le choix de l’alliance avec Hitler pour récupérer les territoires annexés par les Soviétiques depuis un an. Mais il ne s’arrête pas là (contrairement à son homologue finlandais Carl Mannerheim) et il envoie l’armée roumaine sur le front de l’Est jusqu’à Stalingrad ; de plus, il l’engage dans des crimes de guerre et contre l’humanité qui la déshonorent. Cependant, deux divisions roumaines combattent du côté Allié. Le 23 août 1944, le roi Michel Ier de Roumanie renverse la dictature du maréchal Antonescu, nomme le général pro-Allié Constantin Sănătescu aux commandes, déclare la guerre à l’Axe et dirige ses 550 000 soldats contre l’Allemagne nazie. Le front se déplace de 700 km vers l’ouest et le sud en moins d’une semaine,.
Toutefois, l’URSS attendra jusqu’au 12 septembre 1944 pour signer l’armistice demandé par la Roumanie. Durant ces trois semaines, l’armée roumaine, qui subit la contre-attaque allemande, continue à être attaquée par l’Armée rouge, bien qu’elle ait reçu l’ordre de ne pas se défendre. Les Soviétiques s’emparent de nombreux armements et continuent à faire des prisonniers, tout comme les Allemands : avant comme après l’armistice, de nombreux officiers supérieurs roumains sont arrêtés par le NKVD et emmenés en captivité en URSS où ils sont jugés selon leur comportement sous les ordres du régime Antonescu dans la guerre anti-soviétique : plus d’un finit au Goulag pour ne jamais revenir. Parmi les 140 000 militaires roumains faits prisonniers (souvent par unités entières), la plupart des simples soldats furent libérés après le 12 septembre 1944 (certaines unités furent prisonnières pour quelques heures seulement) et gagnèrent le front anti-allemand, mais la majorité des gradés ne revinrent pas de captivité. D’autres, en revanche, favorables à la cause soviétique, furent promus à la place des disparus et 58 officiers supérieurs reçurent la plus haute distinction soviétique, l’Ordre de la Victoire.
Progressivement, les forces roumaines sont réorganisées et mises sous haut commandement soviétique, tandis que les forces navales et aériennes sont directement intégrées aux unités soviétiques c’est-à-dire confisquées. Le matériel de l’armée roumaine pris par les Soviétiques (y compris après le 23 août) reste à leur disposition, tout comme celui pris par les Roumains aux Allemands et aux Hongrois, et comme les prisonniers allemands ou hongrois faits par l’Armée roumaine. Les raffineries et Bucarest sont bombardés, selon les jours, aussi bien par les bombardiers lourds américains venus de Foggia, que par les Stukas allemands basés à Băneasa, au nord de Bucarest et par les Yak soviétiques venus de Moldavie.

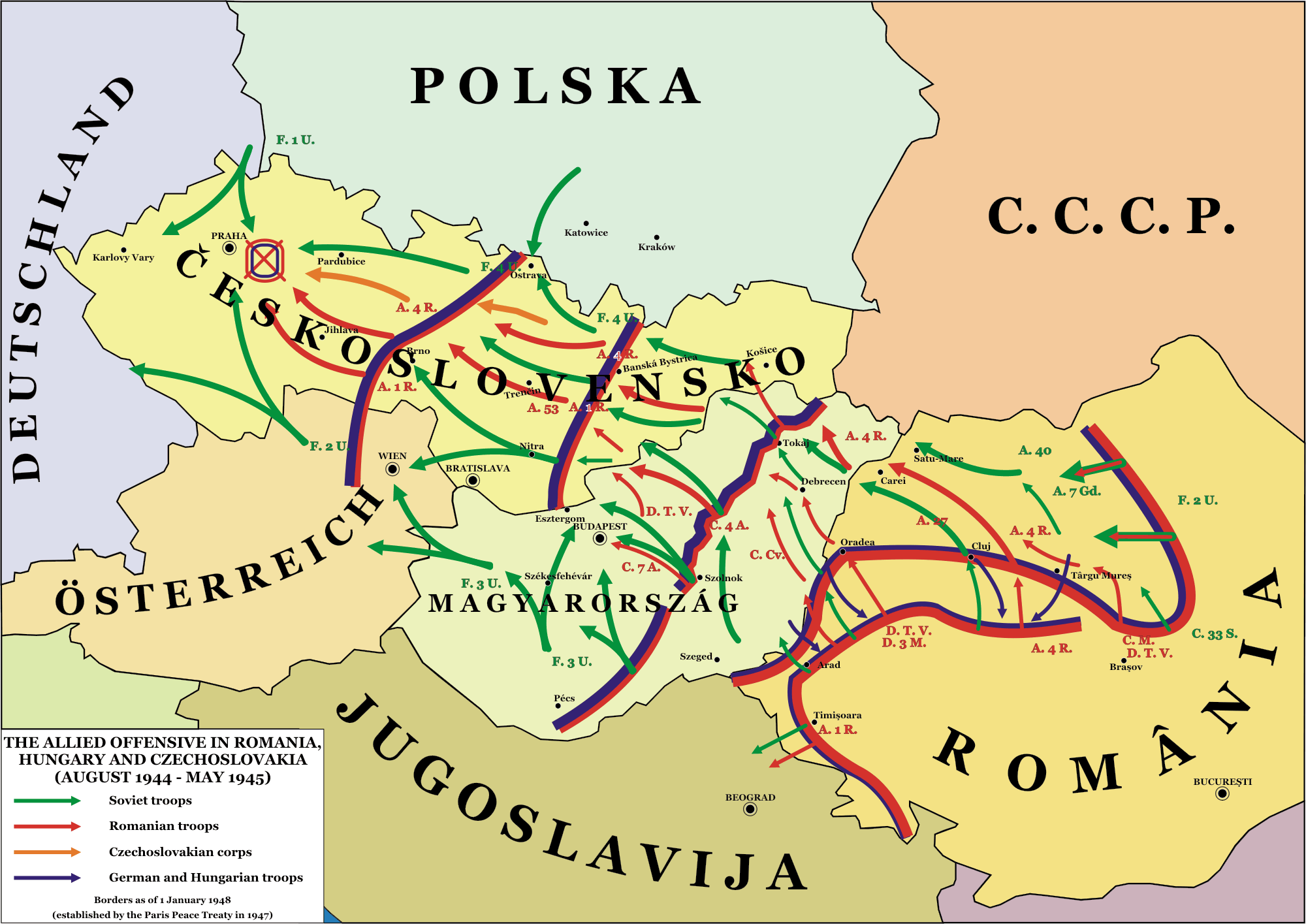
La campagne de l'armée roumaine contre l'Axe.

L’Armée rouge laisse deux divisions en Roumanie et s’y comporte comme en pays ennemi, vivant de réquisitions, tandis que l’armée roumaine sous commandement soviétique, lance ses offensives contre la Hongrie et progresse jusqu’en Bohême. La contribution de la Roumanie aux côtés des Alliés est généralement méconnue, tandis que celle aux côtés de l’Axe est très bien étudiée et décrite. Toutefois, un effet important de sa contribution côté Alliés est qu’à la conférence de la paix de Paris, la Roumanie, bien que participant à cette conférence du côté des pays vaincus, put récupérer la Transylvanie du Nord qu’elle avait, en 1940, dû céder à la Hongrie.
Les effectifs au 23 août 1944 sont de 1,1 million d’hommes pour les trois armées (dont un million d'hommes pour l’armée de terre pour 50 divisions, 74 000 dans l'aviation et21 000 dans la marine) et baisse à 316 000 hommes et 17 divisions en mai 1945.
Les pertes militaires roumaines durant la Seconde Guerre mondiale s’élèvent selon une source de 1983 à 460 000 hommes soit 4,9 % de la population de 1939, un taux bien supérieur à celui de la France ; 250 000 sont tombés dans la guerre contre l’URSS aux côtés du troisième Reich, et 210 000 dans la guerre contre le troisième Reich aux côtés de l’URSS. Une source de 2011 indique 480 000 décès et 210 800 prisonniers de guerre.

### Période communiste
Au sortir de la guerre, une sévère épuration menée conjointement par le NKVD et la nouvelle Securitate décime les officiers des trois armes. Sont éliminés, et souvent déportés en camp de travail forcé avec leurs familles, non seulement tous ceux qui avaient été favorables au régime Antonescu, mais aussi tous ceux qui, ayant fait leur carrière sous la monarchie, n’étaient pas jugés fiables par le nouveau régime. Les autorités restructurent intégralement les écoles militaires et forment en quelques années de dizaines de milliers de nouveaux officiers parmi lesquels Nicolae Ceaușescu, commissaire politique militaire à ses débuts et futur président,.
En 1947, l’armée de terre compte 125 000 hommes, l’aviation 8 000 hommes et la marine 5 000 hommes. Ces effectifs ne représentent qu’un peu plus du tiers de ceux du temps de paix d’avant la Seconde Guerre mondiale.
Le pays intègre le Pacte de Varsovie en 1955 et y reste jusqu’en décembre 1989. L’Armée rouge y stationne jusqu’à ce que le gouvernement communiste roumain obtienne son retrait en 1958 (1964 pour la base maritime de Mangalia).
Durant la guerre froide, l’armée roumaine est considérée comme la plus faible du bloc de l'Est hormis celle d’Albanie, avec un équipement souvent obsolète à la fin des années 1980. La politique de Nicolae Ceaușescu privilégiait la sécurité intérieure et sa police politique, la Securitate.

### Depuis 1990
L'armée participe au renversement du gouvernement communiste de Ceaușescu durant la révolution roumaine de 1989, qui permet à la Roumanie de revenir à la démocratie. Plus tard, le gouvernement adhère à l’OTAN en 2004 et à l’Union européenne en 2007. Les forces armées roumaines sont désormais intégrées à ces deux entités. À ce titre, elles ont été engagées en Irak et en Afghanistan, veillant cependant à se cantonner à des tâches logistiques et médicales, car l’État-major, qui a gardé certaines relations privilégiées du régime communiste avec les états du tiers-monde, cherche à éviter un engagement trop marqué au service de la politique occidentale, afin de conserver le statut traditionnel de « Dar el Ahd » de la Roumanie aux yeux du monde musulman (arabe : دار العهد ou « maison de la trêve », terme décrivant historiquement la relation de l’Empire ottoman avec les principautés roumaines tributaires).

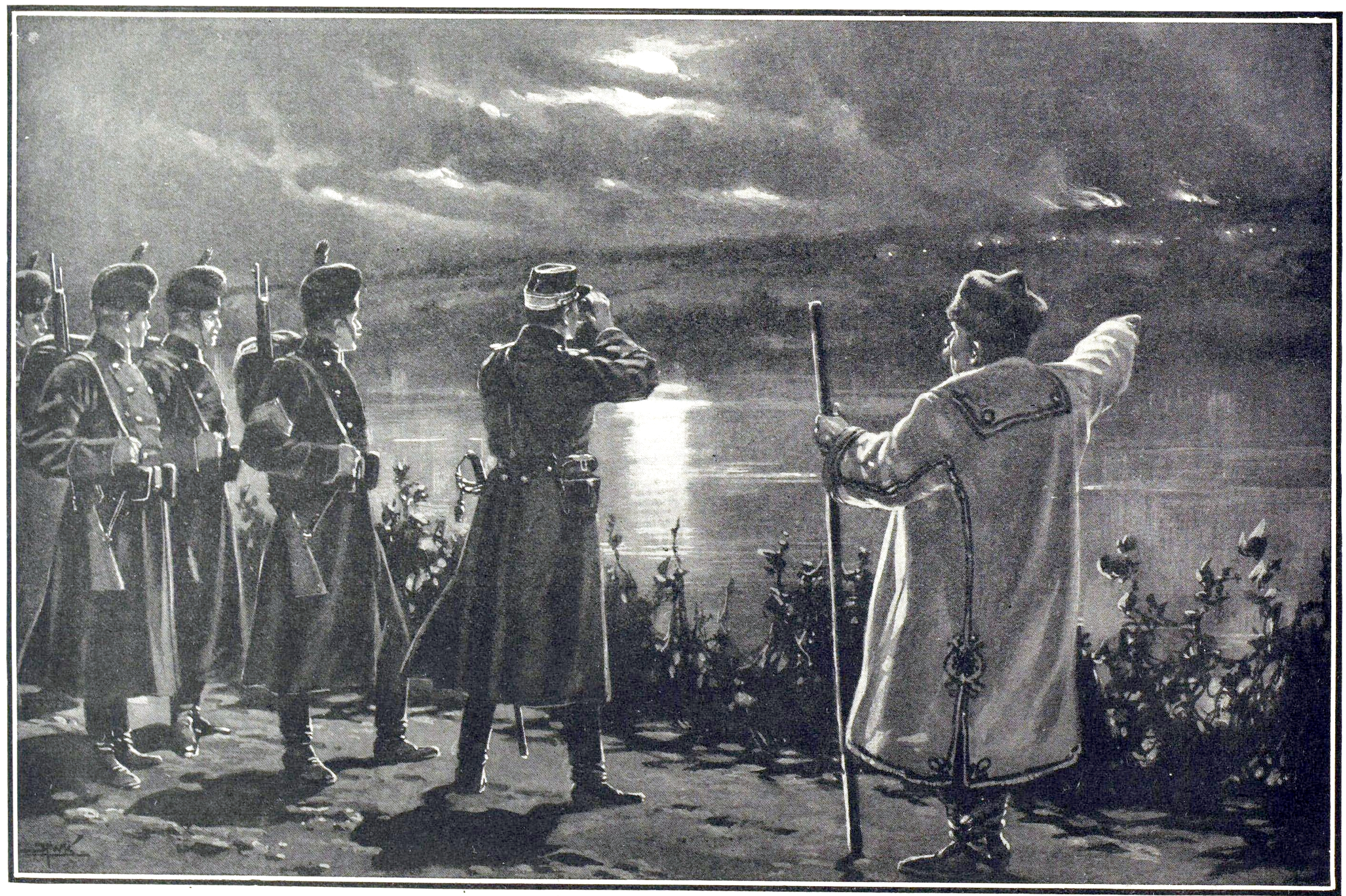
Patrouille de gardes-frontières roumains en 1906 sur la rive droite du Prut
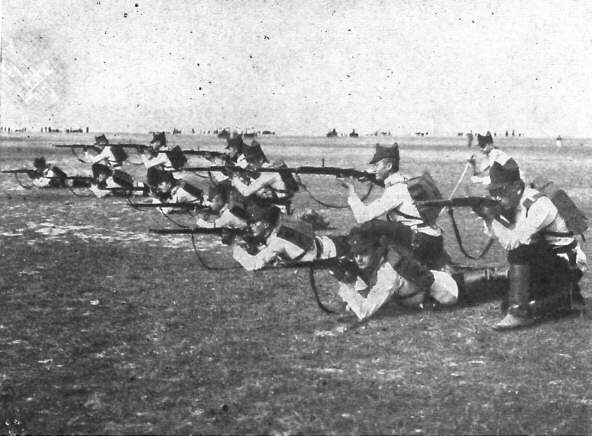
Fantassins roumains en exercice à la veille de la Première Guerre mondiale armés de Steyr-Mannlicher
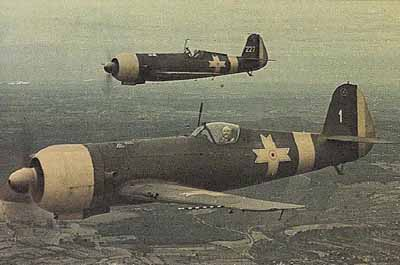
Avions IAR-80 pendant la seconde guerre mondiale
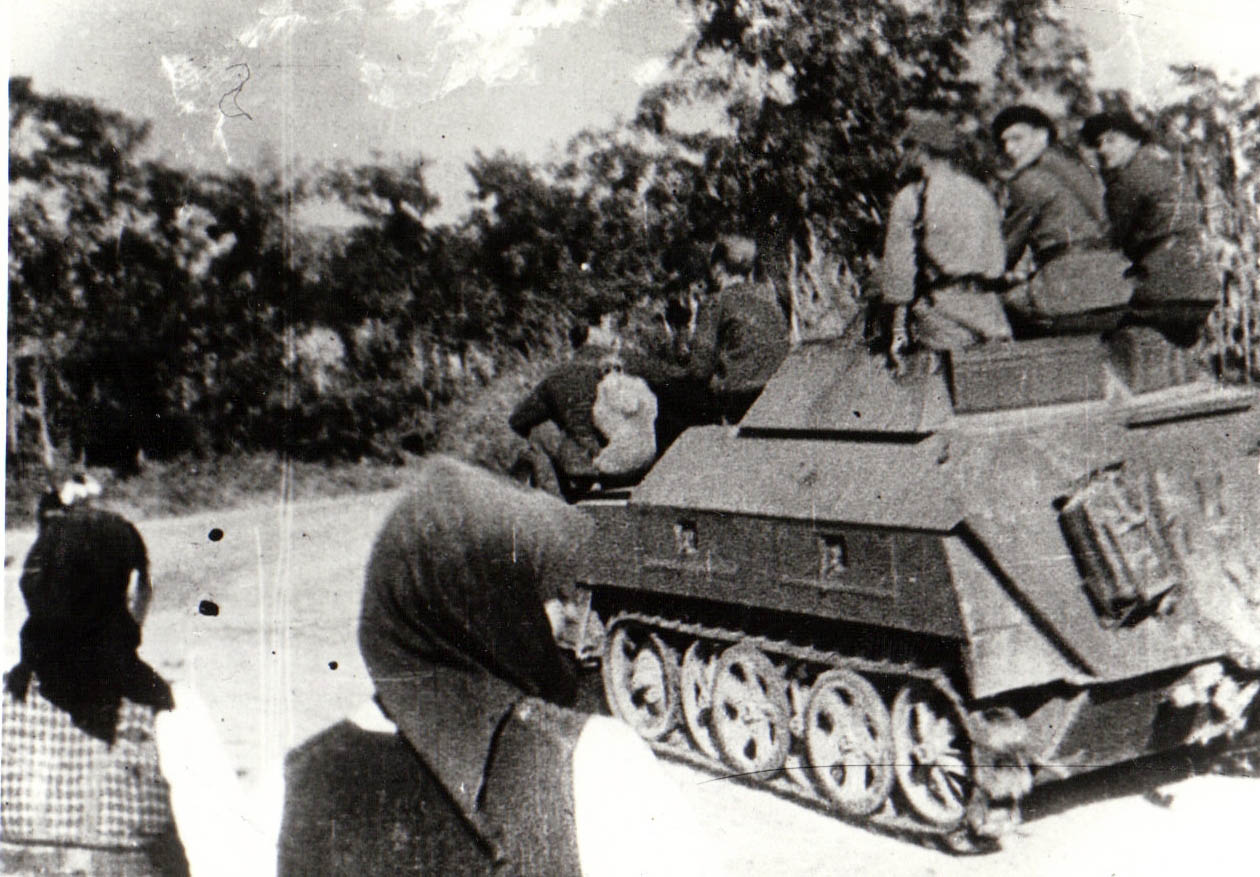
Chasseurs alpins roumains en guerre contre l'Axe en 1944 à bord d'un SdKfz 250
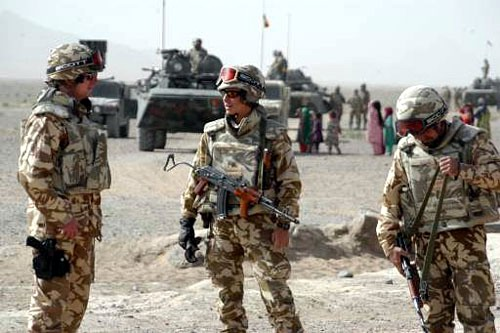
Troupes roumaines en Afghanistan en 2003
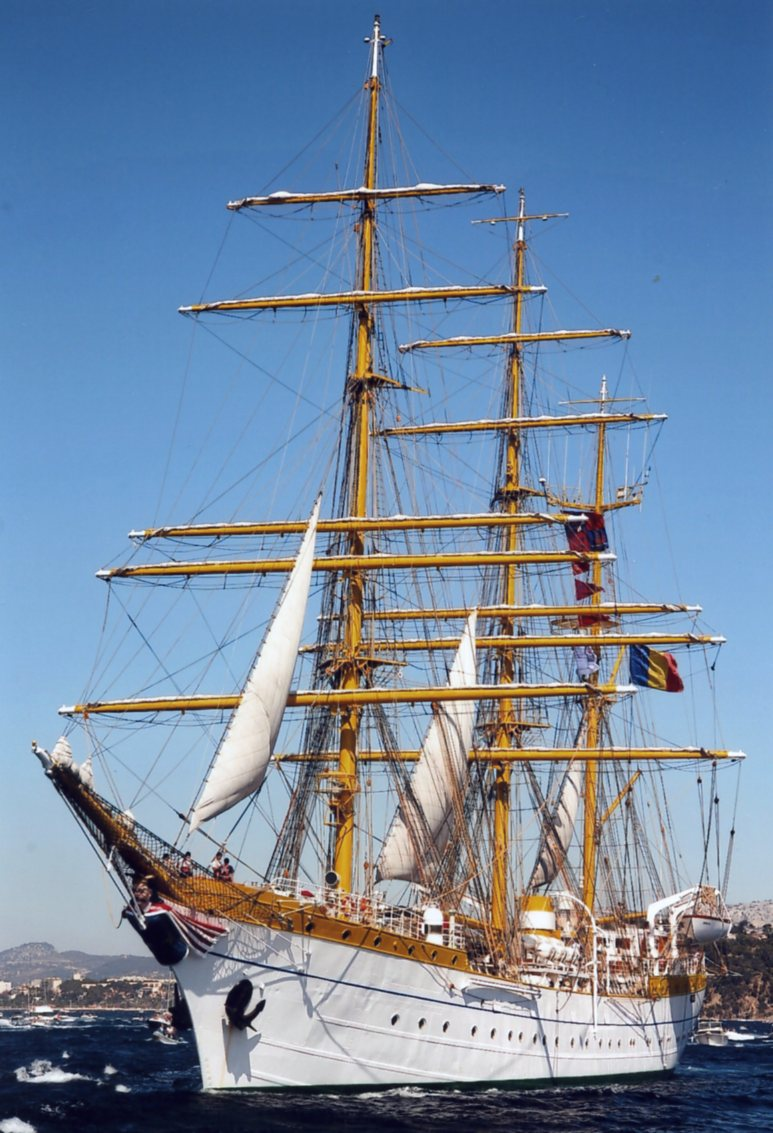
Le Mircea, navire-école de la marine roumaine
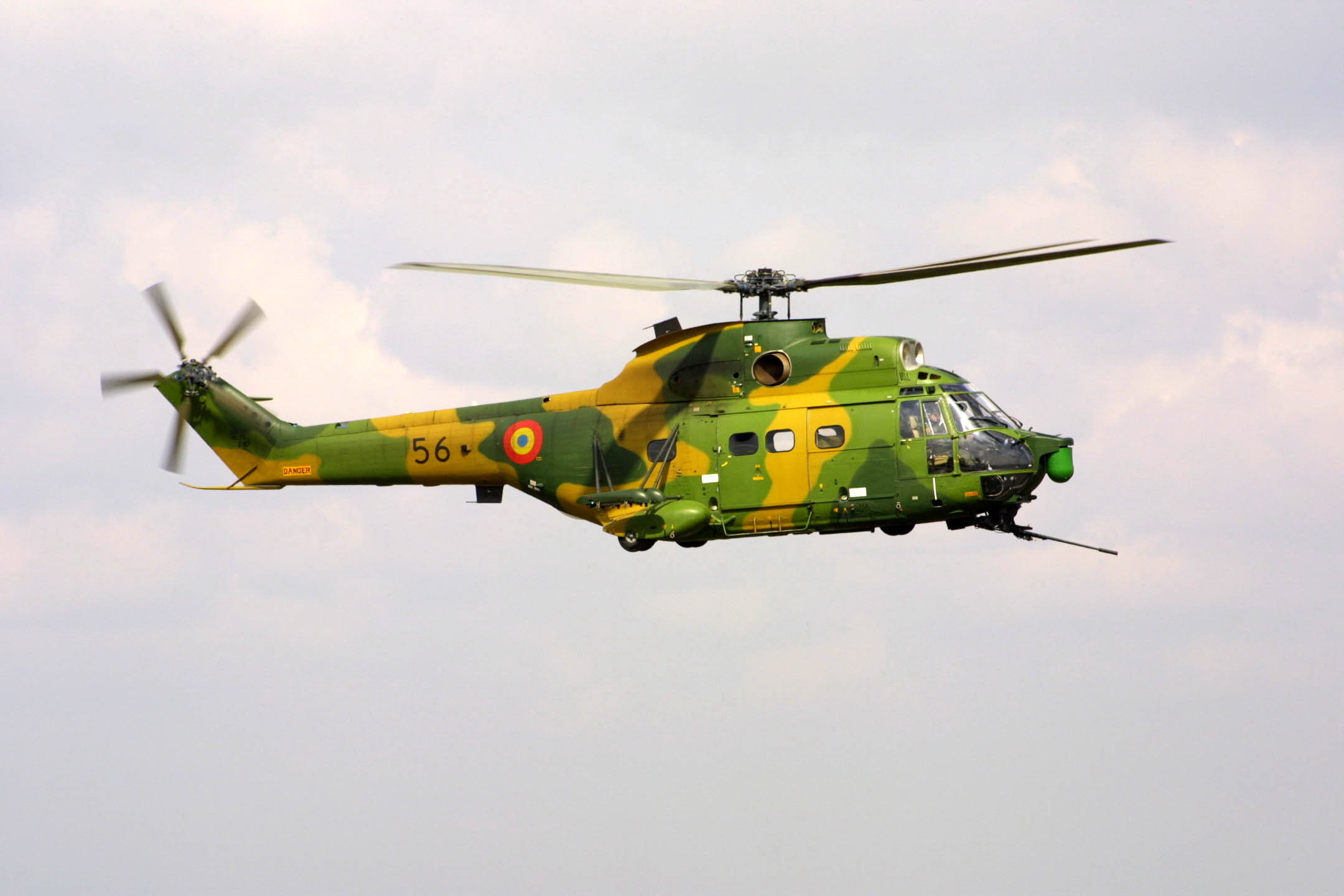
Hélicoptère antichar IAR-330 Puma Socat

## Budget
L'évolution du budget de la défense roumaine en milliards de dollars selon les données de la Banque mondiale est la suivante:
| Année | Budget de la défense | % du PNB | % dépenses publiques |
| ----- | -------------------- | -------- | -------------------- |
| 1989  | $ 2 572 110 229      | 4,80     |                      |
| 1990  | $ 1 739 025 771      | 4,55     | 11,82                |
| 1991  | $ 1 377 194 085      | 4,77     | 12,38                |
| 1992  | $ 831 620 410        | 4,25     | 10,12                |
| 1993  | $ 722 451 520        | 2,74     | 8,11                 |
| 1994  | $ 936 686 223        | 3,11     | 9,32                 |
| 1995  | $ 983 140 541        | 2,61     | 7,98                 |
| 1996  | $ 874 451 239        | 2,37     | 7,33                 |
| 1997  | $ 1 074 785 782      | 3,02     | 9,00                 |
| 1998  | $ 1 254 227 893      | 3,00     | 8,49                 |
| 1999  | $ 955 337 577        | 2,64     | 7,57                 |
| 2000  | $ 935 569 610        | 2,50     | 7,17                 |
| 2001  | $ 985 657 656        | 2,42     | 7,36                 |
| 2002  | $ 1 056 136 062      | 2,29     | 7,15                 |
| 2003  | $ 1 250 327 559      | 2,09     | 6,80                 |
| 2004  | $ 1 530 183 904      | 2,01     | 6,06                 |
| 2005  | $ 1 975 975 151      | 1,98     | 6,21                 |
| 2006  | $ 2 251 493 425      | 1,82     | 5,45                 |
| 2007  | $ 2 607 689 942      | 1,49     | 4,32                 |
| 2008  | $ 3 000 404 945      | 1,40     | 3,97                 |
| 2009  | $ 2 225 144 540      | 1,28     | 3,52                 |
| 2010  | $ 2 086 220 460      | 1,25     | 3,28                 |
| 2011  | $ 2 379 871 482      | 1,30     | 3,53                 |
| 2012  | $ 2 102 886 223      | 1,23     | 3,51                 |
| 2013  | $ 2 452 512 981      | 1,29     | 3,78                 |
| 2014  | $ 2 691 470 287      | 1,35     | 3,99                 |
| 2015  | $ 2 580 594 158      | 1,45     | 4,25                 |
| 2016  | $ 2 644 159 836      | 1,41     | 4,49                 |
| 2017  | $ 3 622 068 492      | 1,72     | 5,59                 |
| 2018  | $ 4 359 021 209      | 1,81     | 5,65                 |
| 2019  | $ 4 613 040 397      | 1,84     | 5,51                 |
| 2020  | $ 5 052 321 471      | 2,03     | 5,26                 |
| 2021  | $ 5 563 282 002      | 1,95     | 5,28                 |

En 2024 il s'est élevé à 2,3 % du PIB de l’État.

## Sources
1. 1 2 3 4 5  (en) « Romania », sur www.cia.gov, The World Factbooll (consulté le 18 février 2024).
2. ↑  http://stirile.rol.ro/Industria-de-armament-nu-se-preda-478645.html
3. ↑  Conférences publiques de George Cipaianu (historien, Faculté d’Histoire et Philosophie de l’Université Babes-Bolyai, Cluj) : L’image de l’autre : officiers français sur l’armée et la société roumaine pendant la Première Guerre Mondiale, La Maison roumaine, Paris 2016 ; Jean-Claude Dubois (ancien professeur associé à l'Université Pierre et Marie Curie Paris VI, petit-cousin et fils du légataire testamentaire du général Berthelot) : conférence Les mémoires du général Henri Mathias Berthelot sur
4. ↑  Petre Otu, « L’influence de la doctrine militaire française sur l’évolution de l’armée roumaine (1878-1940) », sur Revue historique des armées, 2006 (consulté le 21 décembre 2015).
5. ↑  Hans-Erich Stier (dir.): Grosser Atlas zur Weltgeschichte, éd. Westermann 1985,  (ISBN 3-14-100919-8), p. 152.
6. ↑  Le Figaro du vendredi 25 août 1944, article La Roumanie se range aux côtés des Alliés, p. 1-2 ; cet article contient une info erronée : il affirme qu’Antonescu se serait enfui en Allemagne, alors qu’en réalité il fut détenu en URSS durant un an, puis jugé et exécuté en Roumanie pour crimes de guerre.
7. ↑  Winston Churchill, The Second World War, Bantam Books, N.Y. 1977 ; Documents on German foreign policy 1938-1945, Her Majesty’s stationary office, Londres 1956
8. ↑  Nicolette Franck, La Roumanie dans l’engrenage, Elsevier Séquoia, 1977, 304 p. (ISBN 978-2-8003-0205-8).
9. ↑  Dans ses Mémoires (revue Discobolul, oct.-déc. 2009, sur ) le capitaine Titus Bărbulescu raconte avoir échappé à cette "épuration déguisée" en revêtant un uniforme de simple soldat. Plus tard, fait prisonnier par les Allemands en Hongrie, détenu à Linz et libéré par les Américains, il échappe une seconde fois au Goulag grâce à son français parfait, en se faisant passer pour Jean Béçon, un prisonnier français qui, ayant trouvé l'amour en Autriche, lui laissa son paquetage et sa carte : ainsi, Bărbulescu fut envoyé en France au lieu d'être livré aux Soviétiques, comme l'étaient ses compatriotes…
10. ↑  Articles du journal Ziua ("Le Jour") no 3723 du vendredi 8 septembre 2006, du Jurnalul Național du mardi 5 décembre 2006, et du Ziarul Financiar du 23 juin 2006 sur Ziarul Financiar, 23 iunie 2006 - Războiul din Est
11. ↑  Franck 1977 et Le journal du général Sănătescu, éd. Humanitas, Bucarest, 1999.
12. ↑  Un jour pour se retourner, Le Monde du 25 août 1984 ; Franck 1977
13. ↑  Les opérations militaires des forces roumaines terrestres contre l'Axe s'échelonnent du 24 août 1944 (en Roumanie même) au 7 mai 1945 Chotěboř-Humpolec (à l'est de Prague). Selon Winston Churchill dans The Second World War, Bantam Books, N.Y. 1977 ; Documents on German foreign policy 1938-1945, Her Majesty’s stationary office, Londres 1956, le « retournement du front roumain » et l'entrée en guerre de la Roumanie aux côtés des Alliés a évité la mort de centaines de milliers de soldats Alliés et a accéléré la fin de la Seconde Guerre mondiale de six mois en obligeant la Wehrmacht à évacuer les Balkans et la Grèce.
14. 1 2  « L’action des attachés militaires français à Bucarest et leur perception de l’armée roumaine pendant la guerre froide (1948-1975) », Revue historique des armées, no 244,‎ 2006, p. 84-97 (lire en ligne).
15. ↑  Stefan Pascu (dir.) : Atlas pour l'histoire de la Roumanie, éd. Didactică și pedagogică, Bucarest 1983, p. 76-79.
16. ↑  David Glantz, The Soviet-German War 1941-1945: Myths and Realities: A Survey Essay, 2011, p. 15
17. ↑  Victor Frunză : Histoire du communisme en Roumanie, éd. Evf, Bucarest 1999,  (ISBN 973 9120 05 9)
18. ↑  Pierre du Bois de Dunilac, Ceaușescu au pouvoir, enquête sur une ascension, éd. Georg Chêne-Bourg 2004.
19. ↑  « Nicolae Ceaușescu » in : Membrii CC al PCR 1945-1989, dicționar, éd. Consiliul Național pentru Studirea Arhivelor Securității, editură Enciclopedică, Bucarest 2004 - , p. 140
20. ↑  Romain Yakemtchouk, « Bases militaires et stationnement de troupes à l'étranger en temps de paix. Le cas de l'U.R.S.S./Russie », Annuaire français de droit international, vol. 40, no 40,‎ 1994, p. 379-408 (lire en ligne).
21. ↑  Pierre du Bois de Dunilac, Op. cit. 2004.
22. ↑  Adevărul, page Foreign policy sur  consulté le 8 septembre 2011.
23. ↑  « World Bank Open Data », sur World Bank Open Data (consulté le 18 novembre 2024)
24. ↑  Juliette Verdes, « Les dépenses militaires des pays de l’Union européenne. » , sur toute l'europe.eu, 10 janvier 2025 (consulté le 14 janvier 2025)

- (ro + en + fr) Site officiel du ministère de la Défense nationale
- (fr) Christophe Midan, Roumanie 1944-1975. De l’armée royale à l’armée du peuple tout entier, éditions L’Harmattan, 2006.